# 미니쉬테크놀로지
미니쉬테크놀로지(주)는 치아복구 솔루션인 미니쉬를 미니쉬 프로바이더에 공급하는 헬스테크 기업이다. 예방부터 복구, 안티에이징 분야를 총족하는 새로운 진료 패러다임을 제시한다. 치과 재료, 장비, IT솔루션 개발 등 최적의 치료를 위한 제반 사업을 전개한다. 지속적인 R&D 투자와 기술 고도화를 통해 환자와 의료 종사자 모두 만족하는 진료 프로세스를 구축하고 있다.
 2025년 4월 현재 누적 투자금액은 259억원이다.

## 비전과 미션
- 비전: 자연치아를 오래 사용할 수 있는 치아 건강 생태계를 구축하여 더 나은 삶을 누릴 수 있는 세상을 만든다
- 미션: 지속적인 혁신을 통해 치과산업에 새로운 기준을 제시한다[3]

## 연혁
- 2021년 2월 회사 설립
- 2021년 10월 제 1회 미니쉬아카데미 개최
- 2022년 8월 70억원 규모 투자 유치[4]
- 2022년 9월 독일 VITA와 미니쉬블록 독점 공급 계약 체결
- 2022년 10월 미니쉬 정품인증 시스템 도입
- 2023년 4월 제 2기 정기주주총회 개최[5]
- 2023년 5월 옵티마와 MOU 체결[6]
- 2024년 4월 베트남 빈그룹 산하 빈멕종합병원에 미니쉬 공급[7]

- 2024년 5월 아이오바이오와 전략적 협력 업무협약 체결[8]
- 2024년 8월 조선대학교 치과대학과 산학협력 업무협약 체결[9]
- 2024년 9월 유엔글로벌콤팩트(UN Global Compact) 가입[10]
- 2025년 2월 미니쉬 첫 일본 도쿄 세미나 개최[11]
- 2025년 3월 제 12회 미니쉬아카데미 개최 (누적 수료생 총 235명)[12]
- 2025년 5월 미니쉬 첫 미국 LA 세미나 개최[13]
- 2025년 5월 미국 아리조나주립대와 전략적 파트너십 체결[14]

## 미니쉬
미니쉬는 생체모방이론에 근거한 치아 복구 치료다. 치아와 가장 유사한 물성을 가진 재료로 만들어진 수복물을 손상된 치아에 접착하는 방식으로 치아의 형태와 조성을 복구한다. 초정밀 가공기술과 접착 기술을 바탕으로 불필요한 치아 삭제 없이 앞니뿐만 아니라 어금니까지 전체 치아를 치료할 수 있다.
미니쉬(Minish)는 Minimal Invasive(치아 건강에 해가 되지 않는 최소침습), Natural Image(얼굴과 조화로운 자연스러운 인상) Successful Health(성공적인 치아와 잇몸 건강)의 약자다. 미니쉬테크놀로지가 재료의 개발과 공급, 수복물 제작을 관장하는 등의 미니쉬 솔루션을 제공하고 치료는 미니쉬 멤버스 클리닉(MMC)에서 진행된다.

### 특징
1. 초정밀 가공기술: 미니쉬 치료에 사용되는 수복물은 0.1mm 두께까지 얇게 만들 수 있는 정밀 가공기술이 적용된다. 어떠한 굴곡에도 들어맞는 수복물 제작이 가능하기 때문에 자연치아의 불필요한 삭제가 없다. 마취없이 치아 정돈을 할 정도다. 보통의 치과 치료에서는 수복물을 얇게 만들 수 없어 두꺼운 수복물을 사용해야 하고, 그럴려면 치아를 많이 깎을 수 밖에 없었다. 하지만 미니쉬는 얇고 다양한 치아 굴곡에 빈틈없이 결합하기 때문에 기존 라미네이트, 크라운 치료 대비 치아 삭제량을 90% 이상 줄였고 '자연치아 살리는 치료'로 불린다. 치아가 휴대전화라면 미니쉬 수복물은 휴대전화 보호필름에 비유할 수 있다. 세균이나 이물질이 들어갈 틈 없는 완전한 변연봉쇄를 구현해 충치 등의 추가 손상 가능성을 최소화했다.[17]
2. 접착 기술: 치아와 수복물은 미니쉬만의 접착 프로세스를 거쳐 화학적으로 한덩어리가 된다. 물성 차이가 있는 두 물질을 완벽하게 접착하려면 에나멜 층을 정리정돈할 때 덴틴이 노출될 정도로 에나멜을 과도하게 삭제하면 안 된다. 그래야 수분감 과잉에 따른 접착 실패와 탈락 가능성이 줄어든다. 접착제 양이 너무 많으면 애나멜과 수복물이 따로 놀다가 깨진다. 접착제 양을 적게 쓰려면 치아와 수복물의 기공 적합도가 우수해야 한다. 미니쉬 치료에서는 수복물과 치아 사이의 갭(공간)을 마치 유리판 사이에 물이 들어가면 붙어버리듯이, 물만으로 붙을 만큼 아주 미세하다. 자연치아에서 에나멜과 덴틴의 결합력은 51.5메가파스칼이고 애나멜과 미니쉬 수복물의 결합력은 50메가파스칼로 거의 동일하다.[18]
3. 미니쉬블록: 미니쉬블록은 미니쉬 수복물의 재료로 치아와 가장 유사한 세라믹을 기반으로 만든다. 생체친화성을 비롯해 파절 강도, 압축강도, 인장력, 마모도, 탄성도, 투명도, 열팽창계수 등 현존하는 세라믹 재료 가운데 자연치아와 가장 유사한 물리적 성질을 갖고 있다. 특히 마모도는 99% 이상 일치한다. 치아보다 단단한 재료는 맞닿는 치아에 지속적으로 충격을 줘 손상을 유발하기 쉽다. 2021년 공동 생산과 파트너십을 맺은 글로벌 치과재료 전문기업인 비타(VITA Zahnfabrik)에서 독점 공급받는다.[19]
4. 10년 보증: 미니쉬 치료는 시술 의사의 등급에 따로 보증기간이 3년, 5,년, 7년, 10년으로 나뉜다. 구두 약속이 아닌 보증서를 발급하고 보증 기간내에 문제가 생기면 A/S가 가능하다. 최장 보증 기간이 10년인 이유는 10년 이상 롱텀 환자가 많기 때문이다. 15년 이상 문제없이 사용하는 환자가 늘면 최대 보증기간을 15년으로 늘릴 계획이다.[20]
5. 어금니 치료 : 라미네이트와 달리 미니쉬는 어금니 복구에도 활용된다. 어금니는 통상 앞니보다 3배 이상 힘을 받는 데에 더해 씹는 힘을 효과적으로 흡수하고 균등하게 분산할 수 있는 재료와 구조가 필요하다. 앞니는 부딪힐 염려가 거의 없어 파절의 위험성이 낮지만 씹는 기능을 하는 어금니는 힘이 많이 가해지는 부위이기 때문에 라미네이트로는 불가능하다.[21]

### 주요사업
- 미니쉬 공급
  - 치아복구 솔루션인 미니쉬를 미니쉬 프로바이더 치과에 공급한다.[22] 벨라, 에버, 하모니, 래미디 등 4종의 상품과 심플, 듀얼, 핑크, 어금니 등 4종의 타입이 있다.[23]
- 재료·장비·제품 R&D
  - 초정밀가공 기술을 바탕으로 미니쉬 전용 밀링 머신을 개발한다. 자연치아에 근접한 치과 소재와 재료를 만들기 위해 지속적인 R&D를 하고 있다.[24]
- 플랫폼 개발
  - 병원 운영의 효울성과 환자 경험의 질을 동시에 혁신하기 위해 통합 IT플랫폼을 제공한다. 경영 지표 모니터링, 기공물 주문, 정산 및 급여 관리까지 병원 운영 전반을 지원한다.[25]
- 경영 컨설팅
  - 동네 의원부터 대형 병원까지 미니쉬와 IT솔루션 등을 공급한 노하우를 기반으로 병의원 맞춤형 컨설팅을 제공한다.[26]

## 비즈니스모델
멤버스클리닉 확보 및 교육, 본사 솔루션제공 등 투명 교정장치 인비절라인을 성공시켜 시가총액 약 70조원에 육박했던 얼라인테크놀로지와 비즈니스 모델이 유사하다. 하지만 교정을 포함해 자연 치아를 보존하는 모든 치과 치료 분야가 사업영역인 점을 감안하면 선장 가능성은 더 클 수 있다. 여기에 더해 2023년 로레알 본사 부회장과 경영진이 미니쉬테크놀로지를 방문해 치아 복구를 통한 안티에이징 효과에도 큰 관심을 보였다.

## 미니쉬코스
미니쉬코스는 미니쉬를 모든 치과의사가 시술할 수 있도록 교육한다는 취지로 2022년 1분기 1회를 시작으로 2025년 7월 현재 13회까지 총 290명의 수료생을 배출했다.주요 강의는 미니쉬 탄생배경과 철학, 이론과 프렙, 스캔, 본딩, 교합, 세팅 실습, 원데이 라이브 등으로 구성돼 있다. 미니쉬의 진료스킬, 임상팁 등 노하우는 교육생에게 모두 공개되고 실습을 통해 체득할 수 있다. 특히 원데이 라이브는 현직 치과의사가 미니쉬를 받는 전통이 있으며 이 과정을 실시간으로 전송해 교육장에서 참가자 교육에 활용한다. 외국인 첫 수료생은 7회 미니쉬코스에서 나왔다. 베트남 하노이 빈멕시티종합병원의 디렉터인 프레드릭 아벨 박사다. 외국인을 위한 글로벌 미니쉬코스가 2024년 11월 열렸다. 일본인 치과의사 수료생은 누적 43명이다.

## 미니쉬프로바이더
미니쉬프로바이더는 미니쉬 치료를 환자에게 시술할 수 있는 병원을 말한다. 미니쉬코스를 수료하고 MMD(Minish Member's Doctor)를 취득하고, 일정 조건이 충족되면 병원 규모와 인력, 장비 등의 실사와 미니쉬위원회 회의를 거쳐 미니쉬프로바이더 자격을 획득한다. 국내 43곳과 일본 29곳, 미국 1곳, 캐나다 1곳, 베트남 1곳 등 총 48곳의 미니쉬프로바이가 있다.